# Deborah Gravenstijn
Deborah Gravenstijn, född den 20 augusti 1974 i Tholen, Nederländerna, är en nederländsk judoutövare.
Hon tog OS-brons i damernas lättvikt i samband med de olympiska judotävlingarna 2004 i Aten.
Hon tog OS-silver i samma gren i samband med de olympiska judotävlingarna 2008 i Peking.